# 张镜如
张镜如（1929年5月—2016年8月27日），男，上海崇明人，中国生理学家、医学教育家，曾任上海第一医学院院长，上海医科大学校长。